# Ionela Cozmiuc
Ionela Livia Cozmiuc, née Lehaci le 3 janvier 1995 à Câmpulung Moldovenesc, est une rameuse roumaine. Après trois titres mondiaux (2017, 2018), elle est médaillée d'argent olympique (2024).

## Carrière
Sélectionnée pour les Jeux olympiques d'été de 2016, elle termine à la 2e place de la finale B en deux de couple poids léger. Quatre ans plus tard à Tokyo, elle termine à la 6e place de la finale A. Van Groningen est également double championne du monde en 2017 et 2018.
Représentant la Roumanie aux Jeux olympiques d'été de 2024, elle est nommée porte-drapeau pour la cérémonie d'ouverture aux côtés de son époux Marius Cozmiuc. Quelques jours plus tard, elle remporte la médaille d'argent en deux de couple poids léger avec sa coéquipière Gianina van Groningen. C'est la dernière fois que cette épreuve fait son apparition aux Jeux.